# 聖者の眠る街
『聖者の眠る街』(せいじゃのねむるまち、The Saint of Fort Washington)は1993年に公開されたアメリカ映画。監督はティム・ハンター、ダニー・グローヴァーとマット・ディロンが主演している。マット・ディロンは1993年ストックホルム国際映画祭でbest actorを受賞している。役名のマシューはディロンの本名と同じ。

## あらすじ
ニューヨーク、統合失調症を患うカメラマンを志す若者であるマシューとホームレスの黒人男性ジェリーの心温まる物語。

## 出演
※括弧内は日本語吹替（VHS版）
- ジェリー - ダニー・グローヴァー（坂口芳貞）
- マシュー - マット・ディロン（平田広明）
- リトル・リロイ - ヴィング・レイムス（大友龍三郎）
- ロザリオ - リック・アヴィレス（納谷六朗）
- スピッツ - ジョー・セネカ（辻村真人）
- タムセン - ニーナ・シーマツコ（安達忍）
- アーサー - ハリー・エリントン（沢りつお）
- シーザー - ロン・ブライス（坂口哲夫）
- 船長 - ダニエル・フォン・バーゲン（辻親八）
- 職員 - アイダ・タートゥーロ（叶木翔子）
- 警官 - マイケル・バダルコ（多田野曜平）

## 評価
Rotten Tomatoesではレビュー10件、批評家支持率は80%、一般支持率87％、一般平均点は10点満点で8.2点となっている。(2025-6)